# روفوس بارينجر
روفوس بارينجر هو محامي وسياسي أمريكي، ولد في 2 ديسمبر 1821 في مقاطعة كاباروس في الولايات المتحدة، وتوفي في 3 فبراير 1895 في تشارلوت في الولايات المتحدة. نشط حزبياً في الحزب الجمهوري. وقد انتخب عضو مجلس نواب كارولينا الشمالية ‏.